# Los cinco días
Los cinco días (título original en italiano: Le cinque giornate) es una película italiana de 1973 dirigida y coescrita por Dario Argento. Protagonizada por Adriano Celentano, Enzo Cerusico y Marilù Tolo, se trata de una película inusual en el catálogo de Argento, más especializado en producciones de suspenso y terror. Está basada en las cinco jornadas de Milán, una revuelta organizada por el pueblo de la capital lombarda contra la ocupación austriaca en 1848.

## Sinopsis
Durante la revuelta en contra de la ocupación austriaca de 1848, un delincuente de poca monta y un panadero se ven envueltos en los terribles disturbios. Mientras tanto, conocen a una cantidad de personajes relacionados con la revuelta, y aprovechan la ocasión para sacar todo el partido posible, aunque la violencia y la injusticia se encuentren desenfrenadas.

## Reparto
- Adriano Celentano es Cainazzo
- Enzo Cerusico es Romolo
- Marilù Tolo es la condesa
- Luisa De Santis es la embarazada
- Glauco Onorato es Zampino
- Carla Tató es la viuda
- Sergio Graziani es el barón Tranzunto